# 피너 게일
피너 게일(아일랜드어: Fine Gael [ˌfʲɪnʲə ˈɡeːl̪ˠ]→게일 가족당)은 아일랜드의 중도우파 정당이다. 피어너 팔과 거대 양당을 이루고 있으나 피너 게일이 피어너 팔보다 더 보수적인 성향으로 평가받는다.아일랜드의 총리인 피어너 팔 소속의 마이클 마틴이 집권을 하게 되면서 야당이 되었다.
1933년 9월 8일 쿠먼 너 응엘(아일랜드어: Cumann na nGaedhael)과 중앙당 그리고 블루셔츠라 불렸던 국민방위군이 통합해서 창당했다. 이 정당은 아일랜드 독립운동과 마이클 콜린스 같은 아일랜드 내전시 조약 찬성파에 뿌리를 두고 있다. 피너 게일은 스스로 진보적 중도당이라고 밝히고 있으나, 실제로는 보수주의 모델을 지향하고 있다. 또한 이 정당은 유럽연합을 강력히 지지하는 입장을 취하고 있다. 피너 게일은 유럽의회에서 유럽 국민당 그룹에 참여하고 있다. 현재 당원수는 35000명 정도이다 청년 조직으로는 1977년 설립되어 4000여명이 활동하고 있는 청년 피너 게일이 있다.

## 역대 총선 결과
| 연도        | 의회 | 득표율 | 의석 | 정부                                                                       | 전체 의석 |
| ----------- | ---- | ------ | ---- | -------------------------------------------------------------------------- | --------- |
| 1937        | 9대  | 34.8%  | 48   | 피어너 팔 정부                                                             | 138       |
| 1938        | 10대 | 33.3%  | 45   | 피어너 팔 정부                                                             | 138       |
| 1943        | 11대 | 23.1%  | 32   | 피어너 팔 정부                                                             | 138       |
| 1944        | 12대 | 21.8%  | 30   | 피어너 팔 정부                                                             | 138       |
| 1948        | 13대 | 19.8%  | 31   | 피너 게일-노동당-클란 나 포블하흐타-클란 나 탈한- 국민 노동당 정부         | 147       |
| 1951        | 14대 | 25.7%  | 40   | 피어너 팔 정부                                                             | 147       |
| 1954        | 15대 | 32.0%  | 50   | 피너 게일- 노동당-클란 나탈한 정부                                         | 147       |
| 1957        | 16대 | 26.6%  | 40   | 피어너 팔 정부                                                             | 147       |
| 1961        | 17대 | 32.0%  | 47   | 피어너 팔 정부                                                             | 144       |
| 1965        | 18대 | 33.9%  | 47   | 피어너 팔 정부                                                             | 144       |
| 1969        | 19대 | 33.3%  | 50   | 피어너 팔 정부                                                             | 144       |
| 1973        | 20대 | 35.1%  | 54   | 피너 게일- 노동당 정부                                                     | 144       |
| 1977        | 21대 | 30.6%  | 43   | 피어너 팔 정부                                                             | 148       |
| 1981        | 22대 | 39.2%  | 65   | 피너 게일- 노동당 정부                                                     | 166       |
| 1982 (2월)  | 23대 | 37.3%  | 63   | 피어너 팔 정부                                                             | 166       |
| 1982 (11월) | 24대 | 39.2%  | 70   | 피너 게일- 노동당 정부                                                     | 166       |
| 1987        | 25대 | 27.1%  | 50   | 피어너 팔 정부                                                             | 166       |
| 1989        | 26대 | 29.3%  | 55   | 피어너 팔-진보 민주당 정부                                                 | 166       |
| 1992        | 27대 | 24.5%  | 45   | 피어너 팔- 노동당 정부 (1992–94) 피너 게일-노동당-민주 좌파 정부 (1994–97) | 166       |
| 1997        | 28대 | 27.9%  | 54   | 피어너 팔- 진보 민주당 정부                                                | 166       |
| 2002        | 29대 | 22.5%  | 31   | 피어너 팔- 진보 민주당 정부                                                | 166       |
| 2007        | 30대 | 27.3%  | 51   | 피어너 팔-녹색당-진보 민주당 정부                                          | 166       |
| 2011        | 31대 | 36.1%  | 76   | 피아나 게일-노동당 정부                                                    | 166       |
| 2016        | 32대 | 25.5%  | 50   | 소수 정부(피어너 팔의 C&S)                                                 | 158       |
| 2020        | 33대 | 20.9%  | 35   | 연합 정부 (FF-FG-GP)                                                       | 160       |

## 같이 보기
- 아일랜드의 정당